# Vela nos Jogos Olímpicos de Verão de 2004 - Mistral One Design feminino
As provas femininas da classe Mistral One Design da vela nos Jogos Olímpicos de Verão de 2004 ocorreram entre 15 e 25 de agosto daquele ano no Centro Olímpico de Vela Agios Kosmas, em Atenas, na Grécia. O programa compunha onze regatas. Para esta classe, houve 26 velejadoras de 26 nações inscritas.

## Calendário
| ● | Regatas práticas | ● | Dias de competição | ● | Último dia das regatas |

| Data               | Agosto | Agosto | Agosto | Agosto | Agosto          | Agosto          | Agosto | Agosto | Agosto | Agosto | Agosto          | Agosto | Agosto          | Agosto | Agosto | Agosto | Agosto | Agosto |
| Data               | 12 Qui | 13 Sex | 14 Sáb | 15 Dom | 16 Seg          | 17 Ter          | 18 Qua | 19 Qui | 20 Sex | 21 Sáb | 22 Dom          | 23 Seg | 24 Ter          | 25 Qua | 26 Qui | 27 Sex | 28 Sáb | 29 Dom |
| ------------------ | ------ | ------ | ------ | ------ | --------------- | --------------- | ------ | ------ | ------ | ------ | --------------- | ------ | --------------- | ------ | ------ | ------ | ------ | ------ |
| Mistral One Design | ●      | ●      |        | ●      | Dia de descanso | Dia de descanso | ● ●    | ●      | ● ●    | ● ●    | Dia de descanso | ● ●    | Dia de descanso | ●      |        |        |        |        |

## Medalhistas
A francesa Faustine Merret finalizou a competição em primeiro lugar, tendo dominado grande parte das regatas, e conquistou a medalha de ouro. A prata firmou-se com a chinesa Yin Jian. Por fim, a medalha de bronze ficou com Alessandra Sensini, da Itália.
|  | FRA França      |  | CHN China |  | ITA Itália         |
|  | Faustine Merret |  | Yin Jian  |  | Alessandra Sensini |

## Resultados
Estes foram os resultados da competição:
| Pos.              | Velejadores                 | Regatas | Regatas | Regatas | Regatas | Regatas | Regatas | Regatas | Regatas | Regatas | Regatas | Regatas | Pontos |
| Pos.              | Velejadores                 | 1       | 2       | 3       | 4       | 5       | 6       | 7       | 8       | 9       | 10      | 11      | Pontos |
| ----------------- | --------------------------- | ------- | ------- | ------- | ------- | ------- | ------- | ------- | ------- | ------- | ------- | ------- | ------ |
| Medalha de ouro   | FRA Faustine Merret         | 2       | 13      | 1       | 4       | 2       | 4       | 4       | 5       | 4       | 3       | 2       | 31     |
| Medalha de prata  | CHN Yin Jian                | 11      | 6       | 2       | 6       | 4       | 1       | 1       | 1       | 2       | 9       | 1       | 33     |
| Medalha de bronze | ITA Alessandra Sensini      | 7       | 1       | 6       | 3       | 1       | 2       | 3       | 6       | 3       | 2       | 7       | 34     |
| 4                 | HKG Lee Lai Shan            | 3       | 8       | 5       | 1       | OCS     | 3       | 2       | 4       | 5       | 8       | 3       | 42     |
| 5                 | NZL Barbara Kendall         | 1       | 9       | OCS     | 2       | 27      | 5       | 5       | 3       | 1       | 1       | 4       | 58     |
| 6                 | AUS Jessica Crisp           | 4       | 11      | 13      | 5       | 7       | 6       | 7       | 7       | 9       | 5       | 13      | 74     |
| 7                 | GER Amelie Lux              | 18      | 17      | 15      | 8       | 8       | 9       | 10      | 2       | 6       | 6       | 6       | 87     |
| 8                 | ESP Blanca Manchon          | 10      | 5       | 14      | 13      | 3       | 11      | 13      | 15      | 8       | 7       | 11      | 95     |
| 9                 | GBR Natasha Sturges         | 16      | 10      | 3       | 9       | 9       | 14      | 12      | 11      | 15      | 11      | 9       | 103    |
| 10                | UKR Olga Maslivets          | 5       | 4       | 11      | 12      | 10      | DSQ     | 8       | 9       | 11      | 13      | 20      | 103    |
| 11                | NOR Jannicke Staalstrom     | 9       | 3       | 7       | 15      | 14      | 12      | 11      | 8       | 14      | 14      | OCS     | 107    |
| 12                | POL Zofia Klepacka          | 8       | 2       | 16      | 7       | 6       | 15      | 20      | 19      | 20      | 4       | 16      | 113    |
| 13                | ISR Lee Korzits             | 15      | 15      | 12      | 17      | 12      | 8       | 14      | 12      | 7       | 10      | 12      | 117    |
| 14                | SUI Anja Kaeser             | 14      | 12      | 10      | 10      | OCS     | 7       | 15      | 13      | 12      | 18      | 10      | 121    |
| 15                | GRE Athina Frai             | 6       | 18      | 4       | 16      | 11      | 17      | 9       | 16      | 18      | OCS     | 8       | 123    |
| 16                | USA Lanee Beashel           | 13      | 16      | 9       | 18      | 17      | 13      | 6       | 14      | 19      | 15      | 5       | 126    |
| 17                | JPN Masako Imai             | 12      | 14      | 17      | 11      | 5       | 16      | 17      | 10      | 16      | 17      | 18      | 135    |
| 18                | BEL Sigrid Rondelez         | 17      | 7       | 19      | 14      | 15      | 18      | 18      | 21      | 13      | 12      | 15      | 148    |
| 19                | BUL Irina Konstantinova     | 20      | 22      | 8       | 20      | 13      | 10      | 16      | 18      | 17      | 16      | 14      | 152    |
| 20                | LAT Vita Matise             | 22      | 21      | 20      | 21      | 20      | 21      | 23      | 20      | 10      | 19      | 19      | 193    |
| 21                | CYP Gabriella Hadjidamianou | 21      | DNF     | 18      | 23      | 16      | 19      | 19      | 17      | 22      | 23      | 17      | 195    |
| 22                | ARG Catalina Walther        | 19      | 23      | 21      | 19      | 19      | 20      | 21      | 23      | 23      | 20      | OCS     | 208    |
| 23                | MEX Rosa Irene Campos Perez | 23      | 25      | 23      | 22      | 18      | 24      | 22      | 22      | 21      | 24      | 21      | 220    |
| 24                | HUN Livia Gyorbiro          | 24      | 19      | 22      | 25      | 22      | 22      | 25      | 25      | 24      | 21      | 23      | 227    |
| 25                | BRA Carolina Borges         | 25      | 20      | 24      | 24      | 21      | 23      | 24      | 24      | 25      | 22      | 22      | 229    |
| 26                | PUR Karla Barrera           | 26      | 24      | 25      | 26      | 23      | 25      | 26      | 26      | 26      | 25      | 24      | 250    |

### Classificação diária

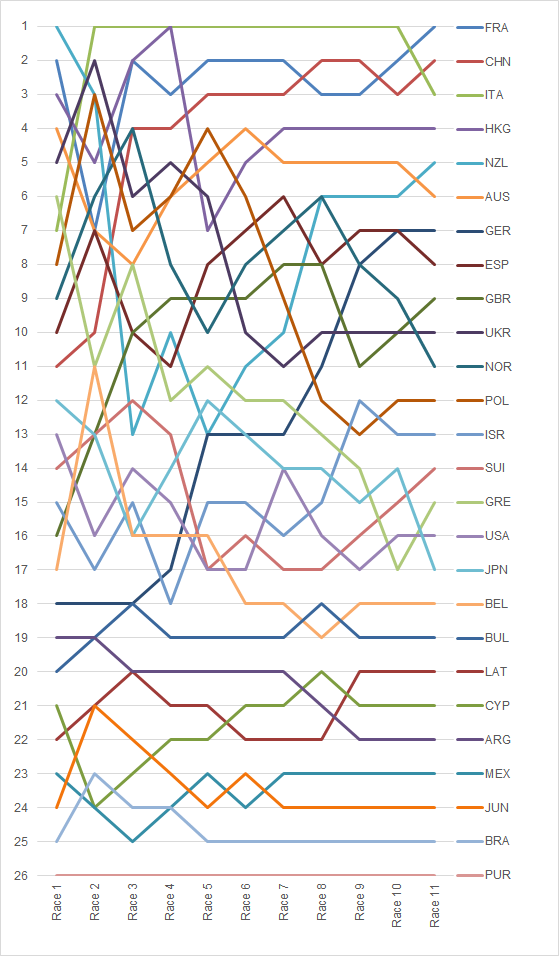
Gráfico mostrando a classificação diária na classe.